# Лагутин, Игорь Борисович
Лагутин Игорь Борисович (13 мая 1981 г.) — российский ученый-правовед, теоретик финансового контроля — раздела науки финансового права, доктор юридических наук.

## Научный и просветительский вклад
Вкладом И. Б. Лагутина в юридическую науку является разработка концепции правовых и организационных основ системы государственного финансового контроля. Концепция, изложенная в его работах, оказала влияние на развитие раздела современной науки финансового права "финансовый контроль.
Основная часть работ И. Б. Лагутина посвящена основам государственного финансового контроля на федеральном и региональном уровнях, категориальному и понятийному аппарату финансового контроля, начиная с дореволюционного периода.
И. Б. Лагутин обосновал возможность применения общей теории систем при исследовании и реформировании государственного финансового контроля. Он определил, что бюджетный контроль должен включать в себя все элементы системы правового регулирования, а именно: нормы, обеспечивающие организацию бюджетного контроля, механизм реализации этих норм, систему взаимодействия органов между собой и с подконтрольными субъектами в процессе реализации контрольных полномочий.
Вкладом И. Б. Лаутина в преподавательскую и просветительскую деятельность являются работы по теории финансового права, теории административного права, истории права. Его работы являются основой для изучения раздела финансового права «финансовый контроль» в ряде университетов, в том числе реализующих программы подготовки магистров юриспруденции. Работы ученого включены в учебные программы финансово-правовых дисциплин ряда юридических факультетов — Российской академии народного хозяйства и государственной службы при Президенте Российской Федерации (РАНХИГС), Российской академии правосудия (РАП), НИУ ВШЭ, Финансового университета при Правительстве Российской Федерации. Имеются публикации, обращенные к широкому кругу читателей — авторские главы в научно-практических комментариях водного, лесного и земельного законодательства, опубликованные издательством «Библиотечка Российской газеты», а также работы в области теории денежного обращения и публичного страхования.
И. Б. Лагутин является одним из первых преподавателей правовых дисциплин юридического факультета, созданного в 2003 году в Курском государственном университете. Он разработал авторские учебные программы, читал лекции и проводил семинары по истории государства и права, конституционному праву, муниципальному праву, праву недвижимости, административному праву, финансовому праву, основал кафедру уголовного права и процесса, осуществлял правовые исследования в области регионального и муниципального финансового контроля.
И. Б. Лагутиным разработаны авторские программы учебных курсов «Бюджетное право», «Актуальные проблемы финансового и налогового права», «Методология и система финансового права», читаемых в рамках подготовки магистров юриспруденции в Юго-Западном государственном университете, создан Центр изучения проблем публичного управления и финансового права.
Выступал в качестве оппонента на защитах кандидатских диссертаций по финансово-правовой тематике. Является членом Федерального учебно-методического объединения в системе высшего образования по укрупненной группе специальностей и направлений подготовки «Юриспруденция».

## Биография
Родился в городе Курске. В 2003 г. окончил исторический факультет Курского государственного университета по специальности «история» с дополнительной специальностью «социальная педагогика». В 2005 г. защитил диссертацию на соискание ученой степени кандидата юридических наук в Российском государственном торгово-экономическом университете на тему «Государственный финансовый контроль в Российской империи в первой половине XIX века: историко-правовое исследование», научный руководитель — доктор юридических наук Л. А. Стешенко. В 2008 году Высшей аттестационной комиссией Министерства образования и науки Российской Федерации присвоено ученое звание доцента. В 2014 году защитил диссертацию на соискание ученой степени доктора юридических наук в Московском государственном юридическом университете имени О. Е. Кутафина (МГЮА) на тему «Системность бюджетного контроля и бюджетного аудита в Российской Федерации: финансово-правовое регулирование», научный консультант — доктор юридических наук, профессор Н. М. Артемов.
В 2003—2007 годах — ассистент, старший преподаватель, доцент кафедры теории и истории государства и права юридического факультета Курского государственного университета. В 2007—2012 годах — заведующий кафедрой уголовного права и процесса юридического факультета Курского государственного университета. В 2010—2011 годах — доцент кафедры финансового права Национального исследовательского университета «Высшая школа экономики».
С 2012 года — профессор кафедры административного и финансового права юридического факультета Юго-Западного государственного университета, директор Центра изучения проблем публичного управления и финансового права Юго-Западного государственного университета. С 2013 года — заведующий кафедрой финансового права, конституционного, гражданского и административного судопроизводства Юго-Западного государственного университета, профессор кафедры.
Автор в совокупности более 100 научных и учебных работ в области истории и теории государственного финансового контроля, финансового права России и зарубежных стран, теории административного права, истории права.
С 2017 по 2019 годы — заместитель председателя Комитета образования и науки Курской области.

## Избранные публикации

### Научные статьи в журналах, входящих в международные системы цитирования
- Региональное и местное денежное обращение: особенности осуществления и правового регулирования / Артемов Н. М. // Государство и право. 2014. № 2.
- Публичное страхование в российском финансовом праве: вопросы теории и практики / Артемов Н. М. // Государство и право. 2014. № 6.
- Модернизация системы органов регионального финансового контроля (финансово-правовой аспект) / Ялбулганов А. А. // Государство и право. 2010. № 12.
- Responsibility for financial crimes: criminal legal and criminological characteristics / Urda M., Arbatskaya Y., Vasil’eva N. // Criminology Journal of Baikal National University of Economics and Law, 2015, vol. 9, no. 2, pp. 313–323. DOI 10.17150/1996-7756.2015.9(2).313-323.
- Лагутин И. Б. Системность в финансовом праве: теоретико-методологический аспект / Артемов Н. М. // Государство и право. 2017. № 3.
- Лагутин И. Б. К вопросу о понятии регионального финансового права // Журнал российского права. 2017. № 3.
- Lagutin I. Tourist Taxes in Italy and Russia / Fontana C. // Rassian law journal. 2018. № 6 (1). pp. 83–99.

### Индивидуальные монографии
- Бюджетный контроль и бюджетный аудит в Российской Федерации: проблемы системности и особенности правового регулирования. М.: Юрлитинформ, 2015.
- Финансовый контроль в Российской империи: эволюция правового регулирования в первой половине XIX века. Saarbrucken, Germany: LAP Lambert Academic Publishing, 2010.
- Региональный финансовый контроль (организационно-правовые и теоретические основы): монография. М.: Юрлитинформ, 2009[35].
- Финансово-правовые основы регионального финансового контроля: монография. М.: Юрлитинформ, 2012.
- Система организации бюджетного контроля в Российской Федерации: монография. Курск: Юго-Зап. гос. ун-т, 2012.
- Государственный финансовый контроль в Российской империи в первой половине XIX века. Курск: Курск. гос. ун-т, 2006.
- Государственные основы финансово-контрольной деятельности в Российской империи в первой половине XIX века. Курск: Издат. центр «ЮМЭКС», 2004.

### Научные статьи в ведущих научных журналах
- Финансовый контроль как категория российского финансового права: новые подходы к определению // Lex Russica. 2009. № 2.
- Правовое регулирование системы государственного финансового контроля в России в первой половине XIX века // Налоги и финансовое право. 2007. № 4.
- Финансовый контроль как категория финансового права // Актуальные проблемы российского права. 2008. № 3 (8).
- Подконтрольные органы как субъекты финансово-контрольных правоотношений // Налоги и финансовое право. 2008. № 3.
- Муниципальный финансовый контроль в Российской Федерации: организационно-правовые основы // Конституционное и муниципальное право. 2008. № 24.
- Финансовый контроль как комплексный (смешанный) институт российского финансового права // Актуальные проблемы российского права. 2009. № 3 (12).
- Региональный финансовый контроль в зарубежных странах: особенности организации и правового регулирования // Правоведение. Известия высших учебных заведений. 2009. № 5.
- Образовательный банк или новое в финансировании системы образования // Ежегодник российского образовательного законодательства. 2009. Том 4 (март).
- Региональный финансовый контроль: правовые проблемы и пути их решения // Финансовое право. 2010. № 5.
- О становлении института финансового контроля в России: к 200-летию Государственного контроля // Финансовое право. 2011. № 3.
- Проблемы организации и правового регулирования органов финансового контроля исполнительной власти субъектов Российской Федерации // Современное право. 2011. № 4.
- Проблемы создания, организации и деятельности местных финансово-контрольных органов в России // Право и экономика. 2011. № 4.
- Развитие советского финансового контроля на местах: организация и правовое регулирование // История государства и права. 2011. № 12.
- Эволюция территориальных органов финансового контроля в России в советский период (организационно-правовые основы) // Налоги и финансовое право. 2011. № 19. Новый закон о

контрольно-счетных органах субъектов Российской Федерации и муниципальных образований: особенности и перспективы // Право. Журнал Высшей школы экономики. 2011. № 3.
- Проблемы и особенности Федерального закона «Об общих принципах организации и деятельности контрольно-счетных органов субъектов Российской Федерации и муниципальных образований» // Финансовое право. 2011. № 8.
- Проблемы применения системного анализа, как основного метода исследования организации бюджетного контроля в Российской Федерации // Современное

государство и право. 2012. № 1.
- Виды, формы и методы финансового контроля: общие вопросы теории и практика правового регулирования на региональном уровне // Российская юстиция. 2012. № 6.
- Особенности региональных бюджетных отношений и развитие российской модели бюджетного федерализма // Финансовое право. 2012. № 8.

24. Организационная основа бюджетного контроля в Российской Федерации: вопросы теории и практика правового обеспечения // Право и экономика. 2012. № 8.
- Организационная основа российского бюджетного контроля: административно-правовое обеспечение // Административное и муниципальное

право. 2012. № 9.
- Актуальные проблемы теории и практики государственного регионального бюджетного контроля в Российской Федерации // Финансовое право. 2012. № 9.
- Административно-правовой статус должностных лиц судебной власти (на примере председателя федерального суда субъекта Российской Федерации) / Золоторев В. Г. // Административное право и процесс. 2012. № 10.
- Основы исследования системности организации бюджетного контроля в Российской Федерации // Административное право и процесс. 2012. № 11.
- Элементы системности в организации бюджетного контроля в России // Административное и муниципальное право. 2013. № 2.
- К вопросу о критериях оценки эффективности деятельности контрольно-счетных органов в Российской Федерации // Право и экономика. 2013. № 6.
- Счетная палата Российской Федерации в системе государственного бюджетного контроля и аудита: вопросы теории и практики // Налоги и финансовое право. 2013. № 6.
- Создание и развитие советских органов финансово-бюджетного контроля: к 90-летию КРУ-ФСФБН России // Финансовое право. 2013. № 8.
- Защита прав налогоплательщиков при исполнении обязанности по уплате имущественных налогов / Вычерова Н. В. // Финансовое право. 2014. № 1.
- Ответственность в системе денежного права Российской Федерации / Урда М. Н. // Финансовое право. 2015. № 5.
- Финансово-правовые категории // Научно-практический журнал «Правовий вісник УкраΪнськой академiΪ банківськоΪ справи», 2009. № 1 (2).
- Категория «общественные финансы» в финансовом праве // Налоги и финансы (Республика Казахстан, на русск. яз.). 2013. № 4 (65).

### Коллективные монографии
- Региональное финансовое право: монография / отв. ред. И. Б. Лагутин. — 2-е изд. доп. и перераб. М.: Юстицинформ, 2018.
- Региональное финансовое право: монография / отв. ред. И. Б. Лагутин. — М.: Юстицинформ, 2017.
- Правовое регулирование денежного обращения (Денежное право): Монография / Артемов Н. М., Лагутин И. Б., Ситник А. А. — М.:Юр. Норма, НИЦ ИНФРА-М, 2016.
- Annual and Long Term Public Finances in Central and Eastern European Countries/ E. Ruskowski, J. Stankiewich, M. Tyniewicki, Y. Zawadzka-Ponk. Bialystok: Temida 2, 2013.
- Контроль в современной России: вопросы теории и практика правового регулирования / В. П. Беляев, О. В. Брежнев, А. И. Хорошильцев. М.: Юрлитинформ, 2013.
- Бюджетная реформа в России и правовое регулирование региональных бюджетных отношений: монография / М. Н. Королева, М. А. Куркова [и др.]; Курск:

Юго-Зап. гос. ун-т, 2012.

### Учебные пособия
- Правовое регулирование бюджетного процесса в Российской Федерации: Учебное пособие. Курск: Курск. гос. ун-т, 2010. (Размещено также в

информационно-правовой системе «Гарант»).
- Налоги и сборы в Российской Федерации: учеб. пособие / под. ред. А. А. Ялбулганова. М.: Норма: ИНФРА-М, 2011—432 с. (Главы 15-17).
- Практикум по финансовому праву Российской Федерации / под ред. А. Н. Козырина. — 2-е изд., перераб. и доп. М.: Норма, 2011. — 320 с. (Тема 7).
- Хозяйственное право (для неюридических специальностей и направлений подготовки): учебное пособие / Е. Н. Воронов, Е. А. Барыкин, И. Б. Лагутин [и др.]; Юго-Зап. гос. ун-т. Курск, 2013.

### Комментарии к нормативным правовым актам
- Научно-практический комментарий к Федеральному закону «Об общих принципах организации и деятельности контрольно-счетных органов субъектов Российской Федерации и муниципальных образований» (под научной редакцией А. А. Ялбулганова).

Информационно-правовая система «Гарант», 2011. (Комментарий к статьям 3,
4, 5, 11, 12, 14, 18, 20).
- Постатейный комментарий к Федеральному закону от 30 декабря 2008 года «Об аудиторской деятельности» (под ред. проф. А. А. Ялбулганова). Информационно-правовая система «Гарант», 2009. (Комментарий к статьям 20 и 23).
- Лесопользование в России: регулирование имущественных отношений / под ред. А. А. Ялбулганова. М.: Библиотечка «Российской газеты», 2010. Вып. № 20. (Ответственность за нарушение лесного законодательства).
- Комментарий к Водному кодексу Российской Федерации (постатейный) / под ред. А. А. Ялбулганова // СПС КонсультантПлюс, 2010, Раздел «Комментарии законодательства». (Комментарий к статьям 32, 33, 34, 36 и к главе 7).
- Водный кодекс Российской Федерации. Постатейный научно-практический комментарий / Отв. ред. А. А. Ялбулганова. М.: «Библиотечка „Российской газеты“», 2011. Выпуск IV. (Комментарий к статьям 32, 33, 34, 36 и к главе 7).
- Комментарий к Лесному кодексу Российской Федерации (постатейный) / под ред. А. А. Ялбулганова // СПС КонсультантПлюс, 2010, Раздел «Комментарии законодательства». (Комментарий к главам 12 и 13).

## Научная школа
В 2015 году в Юго-Западном государственном университете была защищена кандидатская диссертация по юридическим наукам, посвященная современной истории становления и развития органов принудительного исполнения судебных актов (историко-правовое исследование). Автор — С. В. Ювченко. Научный руководитель — И. Б. Лагутин.
В 2015 году вышло в свет учебное пособие «Право социального обеспечения», подготовленное авторским коллективом под руководством И. Б. Лагутина. Члены авторского коллектива — Воронов Е. Н., Воронцова Е. В., Вычерова Н. В., Гордеев И. А., Шахова Е. А., Шумакова О. С., Чумакова О. Н.